# KkStB 93 sorozat
A kkStb 93 sorozat egy szertartályos gőzmozdony-sorozat volt a cs. kir. osztrák Államvasutaknál (k.k. österreichische Staatsbahnen, kkStB)-nél, amely mozdonyok különböző magánvasúttársaságoktól kerültek a kkStB-hez. Így a 9301-9305 és a 11-13 az ÖLEG-tő, a 93.11”-12” a KFNB-től, a 93.13”-17” az ÖNWB-től , a 93.16-18 a KTD-től (ez később kkStB 193 sorozatba átsorolva), a 93.18”-19” a BCB-től és a 93.20”-21” az RGTE-től (később kkStB 293 sorozatba átsorolva).

## KkStB 93.01–05, 11–13 (ÖLEG) és 11"–12" (KFNB)
A KFNB rendelt három szertartályos mozdonyt a Floridsdorfi Mozdonygyártól, melyek azonosak voltak az ÖLEG F sorozatú mozdonyaival. A mozdonyokat 1881-1883 között szállították. A 904-906 pályaszámokat kapták és a ZBOROWITZ, OLEŠOV és BISTRITZ a. H neveket. A 904-et 1895-ben selejtezték, a 905 a ČSD-hez került 300.101 pályaszámmal, ahol 1926-ban selejtezték. Végül a 906 a PKP-é lett és 1925-ben selejtezték.

## KkStB 93.13"–17" (ÖNWB)
| ÖNWB 503L–504L, 507L–509L / kkStB 93.13"–17               | ÖNWB 503L–504L, 507L–509L / kkStB 93.13"–17 | ÖNWB 503L–504L, 507L–509L / kkStB 93.13"–17 | ÖNWB 503L–504L, 507L–509L / kkStB 93.13"–17 |
| --------------------------------------------------------- | ------------------------------------------- | ------------------------------------------- | ------------------------------------------- |
| ex ÖLEG F ÖNWB 509L később kkStB 93.17 azután ČSD 300.102 |                                             |                                             |                                             |
| Műszaki adatok                                            |                                             |                                             |                                             |
| Pályaszám:                                                | 503L–504L                                   | 507L–508L                                   | 509L                                        |
| Gyártó:                                                   | Floridsdorf Krauss / München                | Floridsdorf Krauss / München                | Floridsdorf Krauss / München                |
| Gyártásban:                                               | 1881-1902                                   | 1881-1902                                   | 1881-1902                                   |
| Jelleg:                                                   | Ct n2                                       | Ct n2                                       | Ct n2                                       |
| Hossz:                                                    | 7 419 mm                                    | 7 184 mm                                    | 7 470 mm                                    |
| Magasság:                                                 | 4 175 mm                                    | 3 950 mm                                    | 3 950 mm                                    |
| Hajtókerék-átmérő:                                        | 830 mm                                      | 830 mm                                      | 820 mm                                      |
| Csatolt kerekek tengelytávolsága:                         | 2 250 mm                                    | 2 250 mm                                    | 2 250 mm                                    |
| Össztengelytávolság:                                      | 2 250 mm                                    | 2 250 mm                                    | 2 250 mm                                    |
| Üres tömeg:                                               | 19,0 ;t                                     | 17,3 t                                      | 19,9 t                                      |
| Tapadási tömeg:                                           | 24,9 t                                      | 24,0 t                                      | 26,2 t                                      |
| Szolgálati tömeg:                                         | 24,9 t                                      | 24,0 t                                      | 26,2 t                                      |
| Hengerek száma:                                           | 2                                           | 2                                           | 2                                           |
| Hengerátmérő:                                             | 320 mm                                      | 320 mm                                      | 320 mm                                      |
| Dugattyúlöket:                                            | 400 mm                                      | 400 mm                                      | 400 mm                                      |
| Csőfűtőfelület:                                           | 50,8 m²                                     | 50,8 m²                                     | 50,6 m²                                     |
| Sugárzó fűtőfelület:                                      | 3,40 m²                                     | 3,40 m²                                     | 3,70 m²                                     |
| Rostélyfelület:                                           | 1,03 m²                                     | 1,03 m²                                     | 0,98 m²                                     |
| Gőznyomás:                                                | 12 kg/cm²                                   | 12 kg/cm²                                   | 12 kg/cm²                                   |
| Vízkészlet:                                               | 4,0 m³                                      | 4,0 m³                                      | 4,0 m³                                      |
| Tüzelőanyagkészlet:                                       | 1,5 m³                                      | 1,5 m³                                      | 1,5 m³                                      |

Az öt mellékvonali szertartályos mozdonyt – melyek az ÖNWB 503L–504L és 507L–509L pályaszámokat kapták - 1881 és 1902 között építette a Floridsdorfi Mozdonygyár (2 db) és a Krauss München (3 db).
Az ÖLEG rendelt a Königshan–Schatzlar HÉV számára két mozdonyt, amely az 507L-508L pályaszámokat kapták, amelyek később a kkStB-nél 93.15 és 93.16 pályaszámokat kaptak. Az ÖLEG ezeket a mozdonyokat az F sorozatba osztotta. Egy további mozdony érkezett 1902-ben 509L pályaszámmal. Ami kkStB 93.17 pályaszámot kapott az államosítás után. Ez az első világháborút követően a ČSD-hez került 300.102 pályaszámmal, ahol 1928-ban selejtezték.

## KkStB 93.18"–19" (BCB)
A két mellékvonali szertartályos mozdonyt a Krauss München szállította a Böhmischen Commercialbahnen-nak (BCB), ahol a IIIKc sorozatba osztották be őket. A TAXIS és FÜRSTENBRUCK neveket kapták.
A BCB 1910-es államosítása után a kkStB a 93.18II-19II pályaszámokat adta nekik és már 1911-1912-ben selejtezte őket.

## Fordítás
- Ez a szócikk részben vagy egészben  a   kkStB 93 című német Wikipédia-szócikk fordításán alapul.  Az eredeti cikk szerkesztőit annak laptörténete sorolja fel. Ez a jelzés csupán a megfogalmazás eredetét és a szerzői jogokat jelzi, nem szolgál a cikkben szereplő információk forrásmegjelöléseként. Az eredeti szócikk forrásai szintén ott találhatóak.